# 1434 en arts plastiques
| Années des arts plastiques : 1431 - 1432 - 1433 - 1434 - 1435 - 1436 - 1437    |
| Décennies des arts plastiques : 1400 - 1410 - 1420 - 1430 - 1440 - 1450 - 1460 |

Cette page concerne l'année 1434 en arts plastiques.

## Naissances

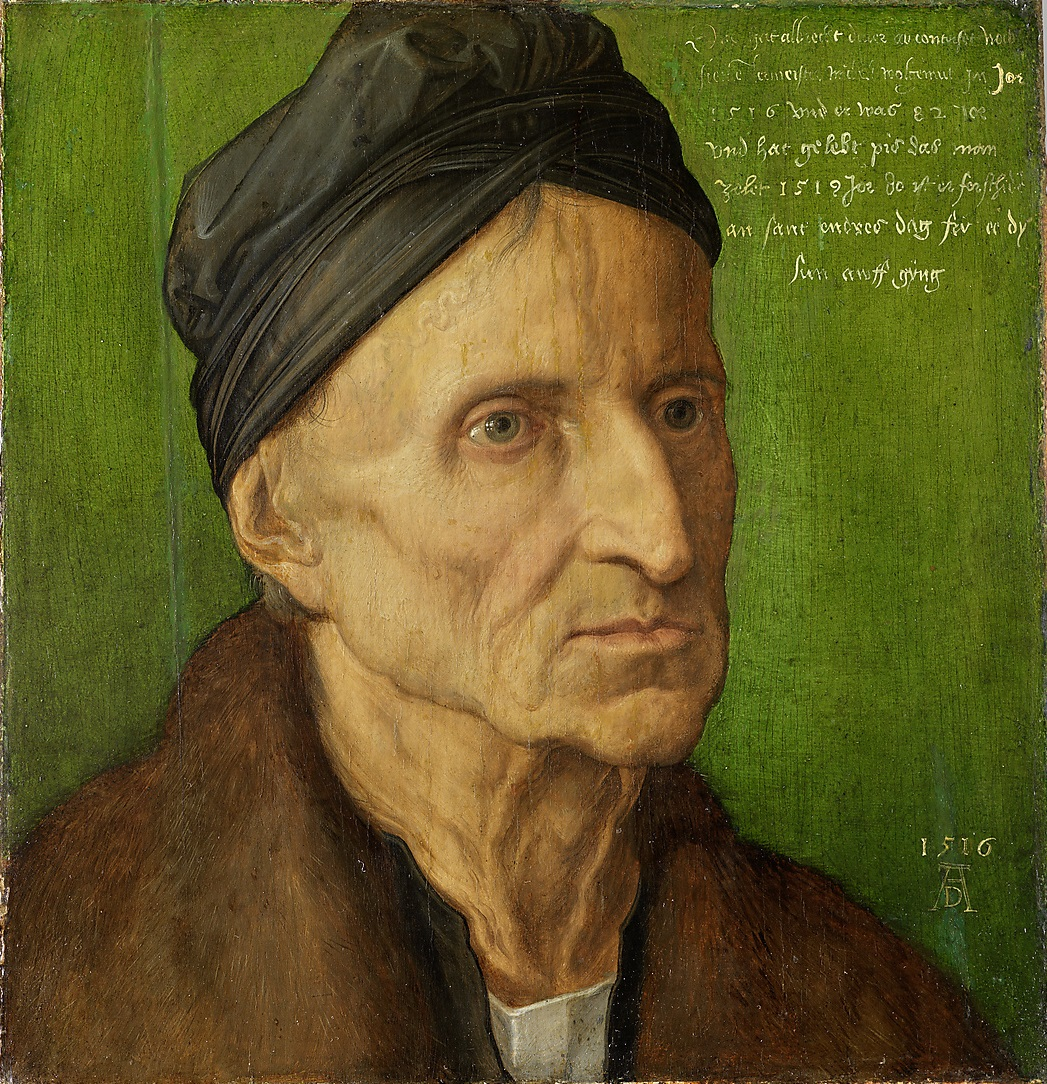
Michael Wolgemut, par Albrecht Dürer

- Michael Wolgemut, peintre, dessinateur et graveur sur bois allemand († 30 novembre 1519).

## Décès
- Vers 1434 :
- Tosa Yukihiro, peintre japonais (° ?).